# Glide Magazine
Glide Magazine — американський розважальний інтернет-журнал, що виходить з 2003 року.
Інтернет-журнал Glide Magazine засновано в Бостоні наприкінці 2002 року. Сайт за адресою www.glidemagazine.com відкрився у лютому 2003 року. Онлайн-видання висвітлює різні форми мистецтва, починаючи від гітарної музики, закінчуючи графічним дизайном. Структура журналу нагадувала офлайн-видання, а кожен новий «номер» виходив у перший понеділок місяця. Разом з тим, свіжий контент, як-то критичні огляди та опитування, виходив більш регулярно.
Після понад 20 років існування Glide Magazine залишався активним сайтом, на якому виходили новини мистецтва, інтерв'ю, огляди музичних альбомів, концертів, телепрограм, фільмів та DVD. Окрім декількох тематичних колонок, на сайті регулярно відбувалися прем'єри пісень та відеокліпів.
За даними аналітичного сайту RocketReach, 2024 року у Glide Magazine працювало 18 співробітників, а річний дохід компанії становив близько 25 млн доларів.